# Veľká Lesná
Veľká Lesná je obec na Slovensku v okrese Stará Ľubovňa v Prešovském kraji ležící v pohoří Spišská Magura. Žije zde 502 obyvatel.
První písemná zmínka o obci pochází z roku 1338. V obci se nachází raně gotický římskokatolický kostel svatého Jana Křtitele z první poloviny 14. století a kaple svatého Šebestiána na hřbitově z roku 1654, která byla přestavěna v roku 1882.